# Choinimni
Choinimni (Choynimni, Choinumne), pleme Chukchansi Indijanaca, porodica Mariposan, u području Kings Rivera u Kaliforniji čije se glavno selo Tishechu (Tihschachu) nalazilo na ušću Mill Creeka. Ostaci Choinimnija zajedno s plemenima Kings River Indijanaca (Chukaimina, Aiticha), Wükchamni, Mono i još nekima smješteni su na rezervat Tule River osnovanom za njih 1873.
Među Choinimnima na Kings Riveru blizu Piedre, deset godina je proveo Thomas Jefferson Mayfield, što je pretočio u knjigu  'Indian Summer: Traditional Life Among the Choinumne Indians of California's San Joaquin Valley' .

## Vanjske poveznice
- Hodge